# 黄家街教堂
黄家街教堂，位于山东省济宁市市中区县前街57号，黄家街路南，2001年被列为市级文物保护单位。
黄家街教堂由美南浸信会葛纳理牧师建于1925年，面积380平方米，钟楼高21米。太平洋战争和文化大革命期间教堂曾被关闭，1986年恢复开放。目前为济宁市市中区两处开放基督教教堂之一（另一处为牌坊街礼拜堂，最初由美北长老会开辟，亦为文物保护单位）。